# 朗兹广场

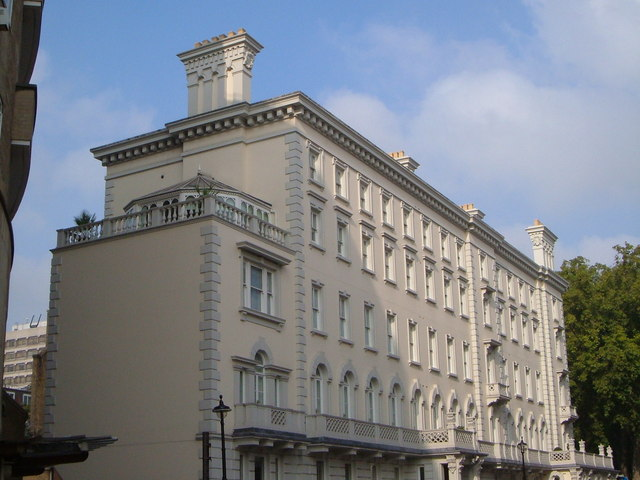

朗兹广场（Lowndes Square）是英国伦敦贝尔格莱维亚区的一个住宅花园广场，东面是威尔顿新月和贝尔格雷夫广场，与斯隆街平行。位于夏菲尼高百货公司和骑士桥地铁站以东。建筑特点是带大露台的白色房屋。
朗兹广场拥有一些世界上最昂贵的房产。2008年俄罗斯商人罗曼·阿尔卡季耶维奇·阿布拉莫维奇在朗兹广场买了两栋房屋 合并后共有八间卧室，预计总价值1.5亿英镑，超过以往英国最昂贵的房价8000万英镑。
George Basevi 设计了许多广场上的房屋。米克·贾格尔和詹姆斯·福克斯曾经在朗兹广场拍摄。阿兰·霍灵赫斯特的小说《美丽线条》中，Ouradi家族住在朗兹广场。巴基斯坦高级专员公署也位于朗兹广场。
花园面积0.4009公頃（0.991英畝），不对公众开放。